# Glenniea thorelii
Glenniea thorelii là một loài thực vật có hoa trong họ Bồ hòn. Loài này được (Pierre) Leenh. mô tả khoa học đầu tiên năm 1974.